# Jayme de Almeida
Jayme de Almeida Filho (Rio de Janeiro, 17 de março de 1953) é um treinador e ex-futebolista brasileiro que atuava como zagueiro. Atualmente está sem clube.
É filho de Jaime de Almeida, grande jogador do Flamengo na década de 1940, e sobrinho da intelectual e autora Lélia Gonzalez.
Foi um zagueiro clássico, daqueles que sabia o que fazer com a bola e com grande visão de jogo. No entanto, teve uma grave contusão em sua passagem pelo São Paulo, o que abreviou sua passagem pelo tricolor paulista.

## Carreira como jogador
Conhecido apenas como Jayme durante os tempos de jogador, defendeu o Flamengo entre 1973 e 1977. O ex-zagueiro disputou 198 partidas, tendo marcado três gols. Em seguida foi contratado pelo São Paulo, onde atuou em 55 partidas e foi campeão paulista.
Em 1980 teve uma passagem pelo Sport, chegando durante o Campeonato Pernambucano e sagrando-se campeão estadual naquele ano.
Jogou ainda por Guarani, Santa Cruz, São Cristóvão e Farense.

## Carreira como treinador
Estreou como treinador na Desportiva Ferroviária em 1992, onde conquistou o Campeonato Capixaba do mesmo ano. Depois foi para o Iraty, do Paraná, em 2009, clube onde ocupava a função de gerente de futebol. Comandou o time em oito rodadas do Campeonato Paranaense daquele ano.

### Flamengo

#### Auxiliar técnico
Assumiu o posto de auxiliar técnico de Vanderlei Luxemburgo em outubro de 2010. Eles são amigos e já haviam jogado juntos pelo Flamengo na década de 1970. Com a queda de Luxemburgo, em 2 de fevereiro de 2012, Jayme de Almeida assumiu interinamente o time nos jogos da Taça Guanabara daquele ano.
Voltou a assumir interinamente o Flamengo em junho de 2013, numa única partida, onde ganhou de 3–0 do Criciúma, fora de casa.

#### Treinador efetivado
Com a inesperada saída de Mano Menezes, Jayme de Almeida reassumiu o comando rubro-negro, sendo efetivado no dia 25 de setembro.
O treinador sagrou-se campeão da Copa do Brasil de 2013, vencendo o Atlético Paranaense por 2–0 na final, no Maracanã, com gols de Elias e Hernane. Após o título, teve seu contrato renovado até 2015. Já no ano seguinte, foi campeão do Campeonato Carioca em cima do rival Vasco da Gama. Na decisão, o rubro-negro contou com um polêmico gol marcado pelo volante Márcio Araújo, que empatou a partida e garantiu o 33ª título carioca do Flamengo.
No entanto, após um início irregular no Campeonato Brasileiro, Jayme acabou sendo demitido e foi substituído por Ney Franco.

#### Retorno como auxiliar técnico
Em abril de 2015, retornou ao Flamengo para ser novamente auxiliar técnico ao lado de Deivid, depois de quase um ano. Porém, teve a sua permanência desvinculada de Vanderlei Luxemburgo, voltando a fazer parte da comissão técnica permanente, como aconteceu entre 2010 e 2014, antes de substituir Mano Menezes.
| “ | Eu e o Deivid temos uma amizade bacana. Conversamos já na sexta. Não tenho esse lado de querer tirar o espaço dos outros. Minha trajetória afirma isso. Acho que pelo conhecimento que ele tem no momento, o mais certo seria ele (Deivid) assumir. Tem muitos atletas que eu vou conhecer hoje. | ” |
| — Jayme, em entrevista à Rádio Brasil, ao ser perguntado quem assumiria a equipe numa eventual nova suspensão de Luxemburgo | |   |

#### Treinador interino
Com a demissão de Oswaldo de Oliveira, Jayme ficou como interino nas duas últimas partidas de 2015.
Em agosto de 2017, após a saída de Zé Ricardo, Jayme assumiu o cargo de técnico do rubro-negro. Logo em sua estreia, no dia 10 de agosto, comandou o time na goleada por 5–0 sobre o Palestino, do Chile, em jogo válido pela Copa Sul-Americana.

## Seleção Nacional
Serviu à Seleção Brasileira em 1976, participando da conquista do Torneio Bicentenário dos Estados Unidos.

## Estatísticas

### Como jogador
| Clube             | Temporada         | Campeonato nacional | Campeonato nacional | Campeonato nacional | Copa nacional[a] | Copa nacional[a] | Copa nacional[a] | Competições continentais[b] | Competições continentais[b] | Competições continentais[b] | Outros torneios[c] | Outros torneios[c] | Outros torneios[c] | Total | Total | Total   |
| Clube             | Temporada         | Jogos               | Gols                | Assist.             | Jogos            | Gols             | Assist.          | Jogos                       | Gols                        | Assist.                     | Jogos              | Gols               | Assist.            | Jogos | Gols  | Assist. |
| ----------------- | ----------------- | ------------------- | ------------------- | ------------------- | ---------------- | ---------------- | ---------------- | --------------------------- | --------------------------- | --------------------------- | ------------------ | ------------------ | ------------------ | ----- | ----- | ------- |
| Flamengo          | 1973              | —                   | —                   | —                   | —                | —                | —                | —                           | —                           | —                           | 1                  | 0                  | 0                  | 1     | 0     | 0       |
| Flamengo          | 1974              | 22                  | 0                   | 0                   | —                | —                | —                | —                           | —                           | —                           | 38                 | 1                  | 0                  | 60    | 1     | 0       |
| Flamengo          | 1975              | 27                  | 0                   | 0                   | —                | —                | —                | —                           | —                           | —                           | 43                 | 2                  | 0                  | 70    | 2     | 0       |
| Flamengo          | 1976              | 18                  | 0                   | 0                   | —                | —                | —                | —                           | —                           | —                           | 48                 | 0                  | 0                  | 66    | 0     | 0       |
| Flamengo          | 1977              | —                   | —                   | —                   | —                | —                | —                | —                           | —                           | —                           | 1                  | 0                  | 0                  | 1     | 0     | 0       |
| Flamengo          | Total             | 67                  | 0                   | 0                   | 0                | 0                | 0                | 0                           | 0                           | 0                           | 131                | 3                  | 0                  | 198   | 3     | 0       |
| São Paulo         | 1977              | 0                   | 0                   | 0                   | —                | —                | —                | —                           | —                           | —                           | 0                  | 0                  | 0                  | 0     | 0     | 0       |
| São Paulo         | 1978              | 0                   | 0                   | 0                   | —                | —                | —                | —                           | —                           | —                           | 0                  | 0                  | 0                  | 0     | 0     | 0       |
| São Paulo         | Total             | 0                   | 0                   | 0                   | 0                | 0                | 0                | 0                           | 0                           | 0                           | 0                  | 0                  | 0                  | 0     | 0     | 0       |
| Botafogo          | 1978              | 0                   | 0                   | 0                   | —                | —                | —                | —                           | —                           | —                           | 0                  | 0                  | 0                  | 0     | 0     | 0       |
| Botafogo          | 1979              | 0                   | 0                   | 0                   | —                | —                | —                | —                           | —                           | —                           | 0                  | 0                  | 0                  | 0     | 0     | 0       |
| Botafogo          | Total             | 0                   | 0                   | 0                   | 0                | 0                | 0                | 0                           | 0                           | 0                           | 0                  | 0                  | 0                  | 0     | 0     | 0       |
| São Paulo         | 1979              | 0                   | 0                   | 0                   | —                | —                | —                | —                           | —                           | —                           | 0                  | 0                  | 0                  | 0     | 0     | 0       |
| São Paulo         | 1980              | 0                   | 0                   | 0                   | —                | —                | —                | —                           | —                           | —                           | 0                  | 0                  | 0                  | 0     | 0     | 0       |
| São Paulo         | Total             | 0                   | 0                   | 0                   | 0                | 0                | 0                | 0                           | 0                           | 0                           | 0                  | 0                  | 0                  | 0     | 0     | 0       |
| Sport             | 1980              | 0                   | 0                   | 0                   | —                | —                | —                | —                           | —                           | —                           | 0                  | 0                  | 0                  | 0     | 0     | 0       |
| Sport             | Total             | 0                   | 0                   | 0                   | 0                | 0                | 0                | 0                           | 0                           | 0                           | 0                  | 0                  | 0                  | 0     | 0     | 0       |
| Guarani           | 1981              | 0                   | 0                   | 0                   | —                | —                | —                | —                           | —                           | —                           | 0                  | 0                  | 0                  | 0     | 0     | 0       |
| Guarani           | 1982              | 0                   | 0                   | 0                   | —                | —                | —                | —                           | —                           | —                           | 0                  | 0                  | 0                  | 0     | 0     | 0       |
| Guarani           | Total             | 0                   | 0                   | 0                   | 0                | 0                | 0                | 0                           | 0                           | 0                           | 0                  | 0                  | 0                  | 0     | 0     | 0       |
| Santa Cruz        | 1982              | 0                   | 0                   | 0                   | —                | —                | —                | —                           | —                           | —                           | 0                  | 0                  | 0                  | 0     | 0     | 0       |
| Santa Cruz        | Total             | 0                   | 0                   | 0                   | 0                | 0                | 0                | 0                           | 0                           | 0                           | 0                  | 0                  | 0                  | 0     | 0     | 0       |
| São Cristóvão     | 1983              | 0                   | 0                   | 0                   | —                | —                | —                | —                           | —                           | —                           | 0                  | 0                  | 0                  | 0     | 0     | 0       |
| São Cristóvão     | Total             | 0                   | 0                   | 0                   | 0                | 0                | 0                | 0                           | 0                           | 0                           | 0                  | 0                  | 0                  | 0     | 0     | 0       |
| Farense           | 1983–84           | 9                   | 0                   | 0                   | —                | —                | —                | —                           | —                           | —                           | —                  | —                  | —                  | 9     | 0     | 0       |
| Farense           | Total             | 9                   | 0                   | 0                   | 0                | 0                | 0                | 0                           | 0                           | 0                           | 0                  | 0                  | 0                  | 9     | 0     | 0       |
| Total na carreira | Total na carreira | 76                  | 0                   | 0                   | 0                | 0                | 0                | 0                           | 0                           | 0                           | 131                | 3                  | 0                  | 207   | 3     | 0       |

- a. ^ Jogos da Copa do Brasil
- b. ^ Jogos da Copa Libertadores da América
- c. ^ Jogos do Amistoso, Campeonato Carioca, Campeonato Paulista e Campeonato Pernambucano

|          | Data                  | Local                                           | Resultado | Adversário                           | Gols | Assist. | Competição |
| -------- | --------------------- | ----------------------------------------------- | --------- | ------------------------------------ | ---- | ------- | ---------- |
| Flamengo |                       |                                                 |           |                                      |      |         |            |
| 1.       | 30 de junho de 1973   | Mário Monteiro, Cachoeiro de Itapemirim, Brasil | 3–1       | Combinado de Cachoeiro do Itapemirim | 0    | 0       | Amistoso   |
| 198.     | 28 de janeiro de 1977 | Central, Miguel Pereira, Brasil                 | 9–0       | Central                              | 0    | 0       | Amistoso   |

### Seleção Brasileira
Abaixo estão listados todos jogos e gols do futebolista pela Seleção Brasileira. Abaixo da tabela, clique em expandir para ver a lista detalhada dos jogos de acordo com a categoria selecionada.
| Ano   |       |      |         |       |
| Ano   | Jogos | Gols | Assist. | Média |
| ----- | ----- | ---- | ------- | ----- |
| 1976  | 2     | 0    | 0       | 0     |
| Total | 2     | 0    | 0       | 0     |

|    | Data               | Local                                           | Resultado | Adversário | Gols | Assist. | Competição             |
| -- | ------------------ | ----------------------------------------------- | --------- | ---------- | ---- | ------- | ---------------------- |
| 1. | 19 de maio de 1976 | Maracanã, Rio de Janeiro, Brasil                | 2–0       | Argentina  | 0    | 0       | Taça do Atlântico 1976 |
| 2. | 2 de junho de 1976 | Candlestick Park, San Francisco, Estados Unidos | 4–3       | Pumas UNAM | 0    | 0       | Amistoso               |

### Como treinador
| Clube                  | Temporada         | Campeonato nacional | Campeonato nacional | Campeonato nacional | Campeonato nacional | Copa nacional[a] | Copa nacional[a] | Copa nacional[a] | Copa nacional[a] | Competições continentais[b] | Competições continentais[b] | Competições continentais[b] | Competições continentais[b] | Outros torneios[c] | Outros torneios[c] | Outros torneios[c] | Outros torneios[c] | Total | Total | Total | Total | Total |
| Clube                  | Temporada         | J                   | V                   | E                   | D                   | J                | V                | E                | D                | J                           | V                           | E                           | D                           | J                  | V                  | E                  | D                  | J     | V     | E     | D     | A     |
| ---------------------- | ----------------- | ------------------- | ------------------- | ------------------- | ------------------- | ---------------- | ---------------- | ---------------- | ---------------- | --------------------------- | --------------------------- | --------------------------- | --------------------------- | ------------------ | ------------------ | ------------------ | ------------------ | ----- | ----- | ----- | ----- | ----- |
| Desportiva Ferroviária | 1992              | —                   | —                   | —                   | —                   | —                | —                | —                | —                | —                           | —                           | —                           | —                           | 0                  | 0                  | 0                  | 0                  | 0     | 0     | 0     | 0     | 0%    |
| Desportiva Ferroviária | Total             | 0                   | 0                   | 0                   | 0                   | 0                | 0                | 0                | 0                | 0                           | 0                           | 0                           | 0                           | 0                  | 0                  | 0                  | 0                  | 0     | 0     | 0     | 0     | 0%    |
| CFZ-RJ                 | 1997              | —                   | —                   | —                   | —                   | —                | —                | —                | —                | —                           | —                           | —                           | —                           | 0                  | 0                  | 0                  | 0                  | 0     | 0     | 0     | 0     | 0%    |
| CFZ-RJ                 | Total             | 0                   | 0                   | 0                   | 0                   | 0                | 0                | 0                | 0                | 0                           | 0                           | 0                           | 0                           | 0                  | 0                  | 0                  | 0                  | 0     | 0     | 0     | 0     | 0%    |
| Iraty                  | 2009              | —                   | —                   | —                   | —                   | —                | —                | —                | —                | —                           | —                           | —                           | —                           | 8                  | 4                  | 0                  | 4                  | 8     | 4     | 0     | 4     | 50,0% |
| Iraty                  | Total             | 0                   | 0                   | 0                   | 0                   | 0                | 0                | 0                | 0                | 0                           | 0                           | 0                           | 0                           | 8                  | 4                  | 0                  | 4                  | 8     | 4     | 0     | 4     | 50,0% |
| Flamengo               | 2012              | —                   | —                   | —                   | —                   | —                | —                | —                | —                | —                           | —                           | —                           | —                           | 2                  | 0                  | 2                  | 0                  | 2     | 0     | 2     | 0     | 33,3% |
| Flamengo               | 2013              | 17                  | 7                   | 5                   | 5                   | 6                | 4                | 2                | 0                | —                           | —                           | —                           | —                           | —                  | —                  | —                  | —                  | 23    | 11    | 7     | 5     | 57,9% |
| Flamengo               | 2014              | 4                   | 1                   | 1                   | 2                   | —                | —                | —                | —                | 6                           | 2                           | 1                           | 3                           | 18                 | 14                 | 3                  | 1                  | 28    | 17    | 5     | 6     | 66,6% |
| Flamengo               | 2015              | 2                   | 0                   | 0                   | 2                   | 1                | 0                | 1                | 0                | —                           | —                           | —                           | —                           | —                  | —                  | —                  | —                  | 3     | 0     | 1     | 2     | 11,1% |
| Flamengo               | 2016              | 3                   | 1                   | 1                   | 1                   | 1                | 0                | 0                | 1                | —                           | —                           | —                           | —                           | —                  | —                  | —                  | —                  | 4     | 1     | 1     | 2     | 11,1% |
| Flamengo               | Total             | 26                  | 9                   | 7                   | 10                  | 8                | 4                | 3                | 1                | 6                           | 2                           | 1                           | 3                           | 20                 | 14                 | 5                  | 1                  | 60    | 29    | 16    | 15    | 57,2% |
| Total na carreira      | Total na carreira | 25                  | 8                   | 7                   | 10                  | 8                | 4                | 3                | 1                | 6                           | 2                           | 1                           | 3                           | 28                 | 18                 | 5                  | 5                  | 68    | 33    | 16    | 19    | 56,3% |

- a. ^ Jogos da Copa do Brasil
- b. ^ Jogos da Copa Libertadores da América
- c. ^ Jogos do Campeonato Potiguar, Campeonato Carioca - Série C, Campeonato Paranaense e Campeonato Carioca

| Iraty    |                         |                                                         |     |                     |                               |
| 1.       | 11 de fevereiro de 2009 | Erich George, Rolândia, Brasil                          | 2–1 | Nacional            | Campeonato Paranaense de 2009 |
| 8.       | 22 de março de 2009     | Janguito Malucelli, Curitiba, Brasil                    | 0–3 | J.Malucelli         | Campeonato Paranaense de 2009 |
| Flamengo |                         |                                                         |     |                     |                               |
| 9.       | 3 de fevereiro de 2012  | Nilton Santos, Rio de Janeiro, Brasil                   | 0–0 | Olaria              | Campeonato Carioca de 2012    |
| 10.      | 5 de fevereiro de 2012  | Nilton Santos, Rio de Janeiro, Brasil                   | 0–0 | Botafogo            | Campeonato Carioca de 2012    |
| 11.      | 8 de junho de 2013      | Heriberto Hülse, Criciúma, Brasil                       | 3–0 | Criciúma            | Campeonato Brasileiro de 2013 |
| 12.      | 22 de setembro de 2013  | Itaipava Arena Pernambuco, São Lourenço da Mata, Brasil | 0–0 | Náutico             | Campeonato Brasileiro de 2013 |
| 13.      | 25 de setembro de 2013  | Maracanã, Rio de Janeiro, Brasil                        | 1–1 | Botafogo            | Copa do Brasil de 2013        |
| 62.      | 27 de maio de 2015      | Maracanã, Rio de Janeiro, Brasil                        | 1–1 | Náutico             | Copa do Brasil de 2015        |
| 63.      | 29 de novembro de 2015  | Arena da Baixada, Curitiba, Brasil                      | 0–3 | Atlético Paranaense | Campeonato Brasileiro de 2015 |
| 64.      | 6 de dezembro de 2015   | Maracanã, Rio de Janeiro, Brasil                        | 1–2 | Palmeiras           | Campeonato Brasileiro de 2015 |
| 65.      | 18 de maio de 2016      | Raulino de Oliveira, Volta Redonda, Brasil              | 1–2 | Fortaleza           | Copa do Brasil de 2016        |
| 66.      | 22 de maio de 2016      | Arena do Grêmio, Porto Alegre, Brasil                   | 0–1 | Grêmio              | Campeonato Brasileiro de 2016 |
| 67.      | 25 de maio de 2016      | Raulino de Oliveira, Volta Redonda, Brasil              | 2–2 | Chapecoense         | Campeonato Brasileiro de 2016 |
| 68.      | 10 de julho de 2016     | Mané Garrincha, Brasília, Brasil                        | 2–0 | Atlético Mineiro    | Campeonato Brasileiro de 2016 |

## Títulos

### Como jogador
Flamengo
- Campeonato Carioca: 1974

São Paulo
- Campeonato Paulista: 1980[17]

Sport
- Campeonato Pernambucano: 1980

Guarani
- Campeonato Brasileiro - Série B: 1981[3]

Seleção Brasileira
- Torneio Bicentenário dos Estados Unidos: 1976[18]

### Como treinador
Desportiva Ferroviária
- Campeonato Capixaba: 1992

Flamengo
- Campeonato da Capital: 1993[19]
- Copa do Brasil: 2013
- Campeonato Carioca: 2014

CFZ
- Campeonato Carioca - Série A3: 1997